# شکارچیان روح (ترانه)
«شکارچیان روح» تک‌آهنگی از هنرمند اهل ایالات متحده آمریکا ری پارکر جونیور است که در سال ۱۹۸۴ میلادی منتشر شد.
این تک‌آهنگ در چارت‌های فلاندرز در رتبه اول و در چارت‌های سوئد، فرانسه، اتریش، نیوزلند، نروژ جزو ده ترانه اول قرار گرفت.